# Jacques Drèze
Jacques H. Drèze (Verviers, 5 augustus 1929 – aldaar, 26 september 2022) was een Belgisch econoom, die bekendstaat om zijn bijdragen aan de economische theorie, de econometrie en economisch beleid, alsook voor zijn leiderschapsrol in de economische professie. 

## Loopbaan
Hij studeerde economie aan de Universiteit van Luik (1951) en doctoreerde aan Columbia University onder William Vickrey (1958). Daarna ging hij les geven aan de Université Catholique de Louvain.
De rode draad doorheen Drèzes diverse onderzoeksactiviteiten was onzekerheid in te bouwen in economische modellen en ze te integreren in een algemene evenwichtstheorie. In de econometrie had hij een bayesiaanse benadering. Ook maakte hij de observatie dat marktwerking gepaard ging met onverzekerbare risico's en dat er een inherente trade-off bestond tussen productieve en risicodelende efficiëntie. Hij ontwikkelde de implicaties voor het tewerkstellingsbeleid, dat in de jaren '70 een grote bezorgdheid was.
Drèze was in 1966 de drijvende kracht achter de oprichting van het Center for Operations Research and Econometrics (CORE). In 1970 was hij president van de Econometric Society en in 1986 werd hij de eerste voorzitter van de European Economic Association. 
In de loop van zijn carrière werd Drèze lid van zes wetenschappelijke academieën en kreeg hij negentien eredoctoraten.
Zijn zoon Jean Drèze is eveneens econoom.

## Publicaties
- Essays on Economic Decisions under Uncertainty (1987)

- Bibsys: 90356294
- Bibliothèque nationale de France: cb12252702x (data)
- Catàleg d'autoritats de noms i títols de Catalunya: 981058527118406706
- CiNii: DA00980339
- Gemeinsame Normdatei: 114064520
- International Standard Name Identifier: 0000 0001 0917 2843
- Library of Congress Control Number: n50029603
- Mathematics Genealogy Project: 209350
- Nationale Bibliotheek van Israël: 987007260392905171
- Nationale en Universitaire bibliotheek Zagreb: 000042116
- Nederlandse Thesaurus van Auteursnamen: 074533266
- Réseau des bibliothèques de Suisse occidentale: 02-A003192386
- SNAC: w6z76df0
- Système universitaire de documentation: 031281176
- Virtual International Authority File: 76373386
- WorldCat: E39PBJq6YpwbHVvp8D3tFRRqcP